# Королевство Тондо
Королевство Тондо (филипп. Lupain ng Tondo, таг. Bayan ng Tondo, старотаг. Kaharian ng Tondo, байбайин; капам. Balen ning Tondo, малайск. Negara Tundun; также известное как Тандо, Тандан, Тандок, Лусанг) — мандальное государство, находившееся в районе бухты Манила, на севере реки Пасиг, на острове Лусон. Существовало c XI века по 1571 год, по другим данным — c IX века по 1675 год. Является одним из тагальских поселений, упомянутых в ранне-филиппинских источниках — Laguna Copperplate Inscription, также это был крупный торговый центр.
Вместе с Майнилой, политическим образованием в южной части дельты реки Пасиг, оно установило общую монополию на торговлю китайскими товарами на всей остальной части Филиппинского архипелага, что сделало его признанной силой в торговле по всей Юго-Восточной Азии.
Тондо представляет особый интерес для филиппинских историков и историографов, поскольку это одно из старейших исторически задокументированных поселений на Филиппинах. Учёные в целом согласны с тем, что он был упомянут в надписи на медной пластине из Лагуны, старейшем из сохранившихся письменных документов местного производства на Филиппинах, датируемом 900 годом нашей эры.
После контакта с Испанской империей, начавшегося в 1570 году, и поражения местных правителей в районе Манильского залива в 1571 году Тондо управлялся из Интрамуроса, испанского форта, построенного на территории города-государства Майнилы. Поглощение Тондо Испанской империей фактически положило конец его статусу как независимого политического образования, теперь он существует как район современного города Манилы.